# Helena Takalo
Helena Takalo   (Nivala, 28 d'octubre de 1947) és una esquiadora de fons finlandesa, ja retirada, que va competir durant les dècades de 1970 i 1980.

## Carrera esportiva
Va participar en els Jocs Olímpics d'Hivern de 1968 realitzats a Grenoble (França) on finalitzà 22a en la prova de 5 km i no finalitzà la prova en els 10 quilòmetres. Als Jocs Olímpics d'Hivern de 1972 realitzats a Sapporo (Japó) aconseguí guanyar la medalla de plata en la prova de relleus 3x5 km. amb l'equip finlandès, a més d'acabar novè en la prova de 5 km i cinquè en la de 10 quilòmetres. En els Jocs Olímpics d'Hivern de 1976 realitzats a Innsbruck (Àustria) aconseguí guanyar tres medalles: la medalla d'or en la prova de 5 km, i dues medalles de plata en les proves de 10 km i de relleus 4x5 quilòmetres. En els Jocs Olímpics d'Hivern de 1980 realitzats a Lake Placid (Estats Units) aconseguí guanyar la medalla de bronze en la prova de 10 km, a més de finalitzar vuitena en la de 5 km i cinquena en la de relleus 4x5 quilòmetres.
En el Campionat del Món d'esquí nòrdic aconseguí guanyar, al llarg de la seva carrera, dos títols mundials l'any 1978, així com tres medalles de bronze més.